# Cyphonia longistyla
Cyphonia longistyla är en insektsart som beskrevs av Albino Morimasa Sakakibara 1972. Cyphonia longistyla ingår i släktet Cyphonia och familjen hornstritar. Inga underarter finns listade i Catalogue of Life.